# 大崗山

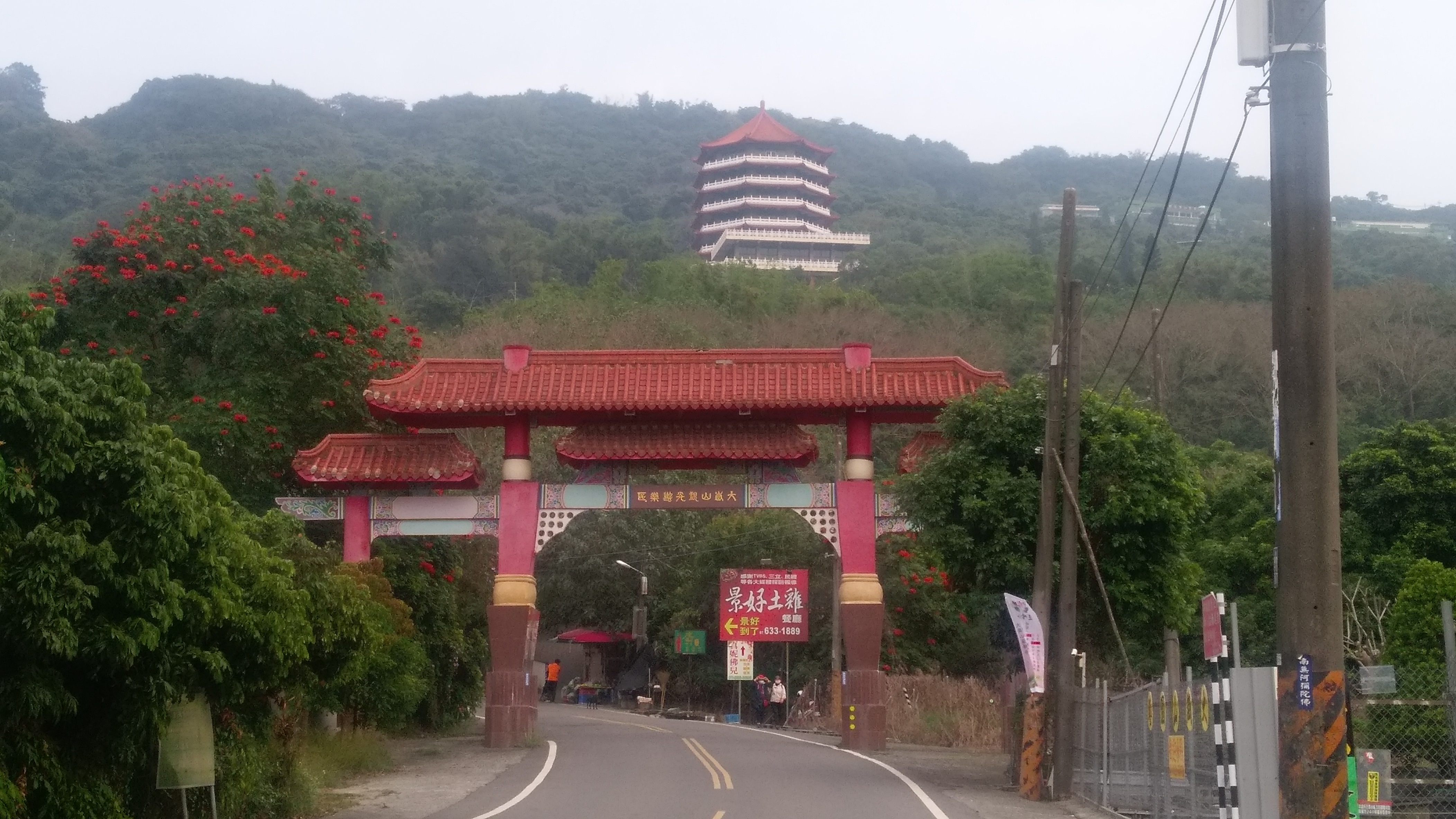
大崗山觀光遊樂區牌樓

大崗山（臺灣話：Tuā-kang-suann），也做大岡山，位於台灣高雄市岡山區、阿蓮區、田寮區交界處，峰頂海拔312公尺，為台灣小百岳之一，舊高雄縣十大名山之一。該山峰地處二仁溪與阿公店溪的分水嶺上，立有三等三角點499號，但基石位於軍營中，一般人無法進入。大崗山為南部著名的佛教聖地，山上有著名的佛寺古剎超峰寺、龍湖庵和蓮峰寺，香火鼎盛。

## 地理環境

### 地理位置
大崗山是從平原突起之台地狀方山，為阿蓮地勢較高的地方。大崗山南北長約4公里，東西寬度不及2公里，西南部海拔最高達312公尺。

### 地質
地形結構
大崗山乃隆起之珊瑚礁石灰岩，為臺灣本島少數之特殊地形的地區，石灰岩岩質疏鬆多孔，雨水下滲容易使得地表幾無溪流形成。 地表的珊瑚礁石灰岩因溶蝕作用，表面呈現窪洞溝槽，時而形成較大的狹長岩溝，或是淺凹之石灰阱。
地層岩性
- 臺地堆積物：

大崗山的山頂部份主要由30公分以下之圓礫、沙及黏土組成，因曾受紅土化作用而呈紅褐色，與其下的石灰岩層呈不整合的關係。
- 山麓堆積物：

由斷崖之岩層崩落堆積，主要成分為石灰岩礫、泥沙及土壤，偶有紅土，其下界與上新世岩層以不整合相接。
- 大崗山石灰岩層：

大崗山的石灰岩層平均厚度約在40公尺，由生物碎屑組成的岩礁構成，以珊瑚礁為最多，在北段崗山頭地區，以生物細小碎屑及雙殼綱、掘足綱和有孔蟲化石為主；中部的石灰岩，以底棲固著性生活的生物為主，大致有石灰質藻、鈣質海綿、苔蘚蟲，及珊瑚、貝類碎屑與有孔蟲化石等所組成；南段石灰岩，始有群體珊瑚出現，屬真正珊瑚礁石灰岩。下段接近泥岩之部分有相當多孔隙，因泥岩層為不透水層，地下水積聚於石灰岩與泥岩交界面處。
- 泥岩層：

大崗山的泥岩厚度約550公尺，屬上部古亭坑層。其泥岩分為兩部分，其下部為甚純的暗灰色泥岩，為大崗山石灰石底盤之基岩；其上部為呈灰白色之鈣質泥岩，含生物碎屑與化石，介於石灰岩與暗灰色泥岩之間，厚度可由數十公分到數公尺，稱之為泥灰岩。

### 書籍
- 凌明裕 《大崗山風景區植物介紹》 （页面存档备份，存于）

## 外部連結
- 高雄市阿蓮區公所 《大崗山風景區》 （页面存档备份，存于）
- 高雄市阿蓮區公所 《大崗山生態園區》 （页面存档备份，存于）
- 大崗山風景區 - 高雄旅遊網 （页面存档备份，存于）